# Stefan Bodecker
Stefan Bodecker (ur. 1384, zm. 15 lutego 1459) – biskup Brandenburga w latach 1421–1459. Siedziba biskupstwa znajdowała się wówczas w Brandenburgu nad Hawelą (Brennie).
Prawdopodobnie pochodził z ubogiej rodziny. Studiował w Erfurcie, Lipsku i Pradze. Do katedry w Brennie przeniósł się w 1415 zostając zakonnikiem w zakonie Premonstratenów.
Znany był ze swej roztropności, pracowitości i szerokiej wiedzy. Przyczynił się do podniesienia oświaty na terenie biskupstwa. Występował przeciwko prześladowaniom Żydów. Znał także język hebrajski. Był powiernikiem i doradcą książąt marchii brandenburskiej: Fryderyka I oraz Fryderyka II. Uważany jest dlatego za jednego z najbardziej znaczących biskupów brandenburskich.
Jego poprzednikiem był Jan IV z Wałdowa a następcą Dytryk von Stechow.